# 2288 Karolinum
2288 Karolinum eller 1979 UZ är en asteroid i huvudbältet som upptäcktes den 19 oktober 1979 av den slovakiske astronomen L. Brožek vid Kleť-observatoriet. Den har fått sitt namn efter Karlsuniversitetets huvudbyggnad.
Asteroiden har en diameter på ungefär 18 kilometer.